# Tabiri
Tabiri je bila nubijska kraljica, žena faraona Pija iz Petindvajsete egipčanske dinastije.

## Življene
Tabiri je bila hči kušitskega kralja Alare in njegove žene Kasake in žena faraona Pijeja. Imela je nekaj zanimivih naslovov: 'glavna kraljeva žena', 'prva njenega veličanstva' (hmt niswt 'at tpit n hm.f; edina druga kraljica, ki je nosila naslov glavne kraljeve žene, je bila Nefretete) in 'velika tuja dežela' (ta-aat-khesut). Imela je tudi bolj standardne nazive: 'kraljeva žena' (hmt niswt), 'kraljeva hči' (s3t niswt) in 'kraljeva sestra' (snt niswt).
Pokopana je bila  v piramidi v El Kurruju (K.53). Napis na  granitni nagrobni steli, najdeni v njeni grobnici, omenja, da je bila hči Alare Nubijskega in žena faraona Pijeja. Stela je zdaj v muzeju v Kartumu. Na steli so našteti tudi njeni vladarski naslovi. 
Reisner je enega od njenih naslovov sprva napačno prevedel kot 'velika poglavarka Temehujev' (južni Libijci) in sklepal, da je v sorodu z Libijci. Njen naslov so kasneje pravilno prebrali kot  'velika (poglavarka) prebivalcev puščave', kar jo povezuje z Nubijci.
Tabirin ušabti iz modre fajanse je zdaj v Pertriejevem muzeju v Londonu (UC13220).